# 高田 (弘前市)
高田（たかだ）は、青森県弘前市の地名。郵便番号は036-8084。

## 地理
当地を腰巻川が流れる。国道102号の起点で、国道7号弘前バイパス・青森県道109号弘前平賀線・青森県道128号松木平撫牛子停車場線が通る。大規模な商業施設が並ぶ地区で、多くの工業施設も並び、住宅地でもある。北は末広・田園、東は早稲田・福田字巻屋、南は新里・小比内字福田萢・豊田、西は外崎に接する。

## 沿革
- 1889年（明治22年） - 豊田村の一部。
- 1891年（明治24年） - 当時の記録では人口123、戸数17、厩5、学校1であった。
- 1955年（昭和30年） - 弘前市の大字になる。
- 1975年（昭和50年） - 一部が城東中央五丁目になる。
- 1977年（昭和52年） - 外崎・小比内・高田の一部から分離し、現在の高田・高田一丁目-五丁目になる。

## 世帯数と人口
2017年（平成29年）6月1日現在の世帯数と人口は以下の通りである。
| 丁目・大字       | 世帯数  | 人口    |
| ---------------- | ------- | ------- |
| 高田一丁目       | 256世帯 | 550人   |
| 高田二丁目       | 283世帯 | 637人   |
| 高田三丁目       | 19世帯  | 29人    |
| 高田四丁目       | 56世帯  | 133人   |
| 高田五丁目       | 185世帯 | 323人   |
| 高田（小字全域） | 5世帯   | 13人    |
| 計               | 804世帯 | 1,685人 |

## 施設

### 教育
- 社会福祉法人高峰会豊田保育所

### 医療
- 池田レディスクリニック

### 福祉
- 弘前リカバリーセンター

### 商業
- ココス弘前高田店
- TSUTAYA弘前店 - 旧デンコードー（電巧堂）→SUPER Denkodo弘前本店→MAX Denkodo弘前店。
- オフハウス弘前店
- ワークショップフジ城東店 - 作業服専門店。
- ジーンズショップアメリカ屋弘前城東店
- グリーン交通
- ルノー弘前
- 上州屋弘前店
- 松屋・松のや弘前高田店
- 丸亀製麺弘前店
- DCM弘前高田店 - 旧サンワドー弘前城東店。
  - 業務スーパー弘前城東店
  - BAL弘前高田店
- スーパースポーツゼビオ弘前高田店
- ブックオフコーポレーション102号弘前高田店
- シャトレーゼ弘前高田店
- カメラのキタムラ弘前高田店
- アストロプロダクツ弘前店
- 吉野家102号線弘前高田店
- ドン・キホーテ弘前店
- ケンタッキーフライドチキン弘前高田店
- 東京靴流通センタータウン102弘前城東店
- モスバーガー弘前高田店
- マクドナルド弘前高田店
- 丸祐運送本社
- FORUM-1高田店
- カブセンター弘前店
- ケーズデンキ弘前店
- ファッションセンターしまむら城東高田店
  - シャンブル城東高田店
- デジタルショップパワーデポ弘前店

### 工業
- 青森読売プリントメディア
- タカシン弘前工場
- 藤村機器

### 農業
- 青森りんご輸出協同組合本部

## 小・中学校の学区
市立小・中学校に通う場合、学区は以下の通りとなる。
| 町丁       | 番・番地 | 小学校             | 中学校             |
| ---------- | -------- | ------------------ | ------------------ |
| 高田       | 全域     | 弘前市立豊田小学校 | 弘前市立第五中学校 |
| 高田一丁目 | 全域     | 弘前市立豊田小学校 | 弘前市立第五中学校 |
| 高田二丁目 | 全域     | 弘前市立東小学校   | 弘前市立東中学校   |
| 高田三丁目 | 全域     | 弘前市立東小学校   | 弘前市立東中学校   |
| 高田四丁目 | 全域     | 弘前市立東小学校   | 弘前市立東中学校   |
| 高田五丁目 | 全域     | 弘前市立豊田小学校 | 弘前市立第五中学校 |

## 交通
- 弘南バス
  - 高田五丁目、高田、福田子入口（弘前駅 - 福田・さくら野弘前店経由 - 弘前駅城東口線）停留所。
  - 末広三丁目、高田三丁目、カブセンター（城東環状100円バス）停留所。